# 法兰西第一帝国
法蘭西第一帝國，1804年至1809年正式名稱为法蘭西共和國（法語：République Française），1809年至1815年的正式名称为法蘭西帝國（法語：Empire Français），1809年之後，也稱為拿破崙法國，是法国在1804年5月18日建立的帝国政权。时间分为两段：第一阶段从《共和十二年宪法》（《1804年宪法》）宣布拿破仑·波拿巴为“法国人的皇帝”到1814年4月14日拿破仑·波拿巴第一次退位；第二阶段从1815年3月20日拿破仑·波拿巴回到巴黎到1815年7月7日出现“1815年法国临时政府”为止。法蘭西第一帝國取代了法兰西第一共和国的执政府，中间曾被第一次波旁复辟打断，拿破仑·波拿巴在百日王朝又重新掌权，然而最终为反法同盟軍事佔領法國（巴黎條約）和第二次波旁复辟所取代。
法蘭西第一帝國不同于法国历史上的其他政体：首先在于它的独创性，它为法国开创了一种新颖的政治体制——帝国；其次是它一直处于交战状态，这一系列的战争被称为拿破崙戰爭，从1805到1815年，它连续五次迎战反法同盟。通过这些战争，拿破仑征服了除斯堪的纳维亚和巴尔干半岛以外的欧洲大陆的大部分领土，并且在1812年达到了巅峰，此时，它的领土从馬德里一直绵延到莫斯科。在欧洲大陆，法国的领土最多达到86万平方公里，包含135个省，像罗马、汉堡、巴塞罗那、阿姆斯特丹、杜布羅夫尼克这些城市都成为法国的省会。
法兰西第一帝国在欧洲大陆上的成就体现在一系列重大的军事胜利上：烏爾姆戰役、奧斯特利茨戰役、耶拿战役、弗里德蘭戰役、瓦格拉姆戰役等。俄法战争成为其重要转折点，在这一战略失败之后，法国再也没有能力组织庞大的军队——“大军团”。
法兰西第一帝国是波拿巴家族为其自身利益所建立的第一个法兰西帝国。后来，1852年，路易-拿破仑·波拿巴再次建立法兰西帝国——法蘭西第二帝國。
法兰西第一帝国开始于1804年5月18日，这一年，《共和十二年宪法》（《1804年宪法》）宣布拿破仑·波拿巴为“法国人的皇帝”。随后在1804年11月6日通过全民表决加以确认。
法兰西第一帝国结束于1814年4月6日（4月2日，参议院宣布废黜拿破仑，4月6日，拿破仑在枫丹白露退位，4月20日，拿破仑被流放、前往厄尔巴岛）。随后是波旁复辟时代，1815年3月20日到7月7日，经历了短暂的百日王朝。

## 歷史

### 从执政府到帝国
1799年，拿破仑·波拿巴被任命为首席执政官。拿破仑·波拿巴管理下的共和国重新变得繁荣起来，作为国家元首，他将自己视为共和国可以信赖的“天降英才”。1804年2月保皇党人卡杜达尔策划了一场阴谋，为避免君主制的复辟，1804年3月27日，参议院毫不犹豫地向拿破仑·波拿巴提出，把政府变为世袭的。
1804年5月18日，一份“参议院法令”将共和国政府交付给首席执政官，并授予他“法国人的皇帝”的头衔。1804年11月6日，公布了全民表决的最终结果：357万2千票同意，2572票反对，这份参议院的法令获得了通过。于是《共和十二年宪法》（1804年宪法）建立了法兰西帝国。这份参议院法令将共和国政府交付给一位世袭的皇帝，以及他的婚生后代、未婚時所生后代、收养的后代，但不包括婚外情所生后代，在没有后代的情况下，还包括他的兄弟约瑟夫·波拿巴和路易·波拿巴的后代，但不包括吕西安·波拿巴和热罗姆·波拿巴的后代（因为他们和社会地位低的人结婚）。
第一共和国并没有马上消失：它仍然在新政权的官方文件的编号上延续了一段时间；它还出现在皇帝加冕礼的宣誓中（1804年12月2日）；它还存在于法律的官方表述上（直到1807年7月）；以及普通人的各种民事文件上（直到1805年底）；还有硬币上（金法郎，直到1808年）。1807年8月19日的参议院法令撤销了法案评议委员会，还修改了建立这个政体的《共和十二年宪法》。之前，颁布的各项法律的开头段落都是：“拿破仑，源自上帝和共和国宪法的恩典，法国人的皇帝，从今世到永远，得永福”。1807年之后，它的表述变成了：“拿破仑，源自上帝和宪法的恩典，法国人的皇帝，意大利国王和萊茵邦聯保护者，从今世到永远，得永福”。法兰西帝国成为了包含许多附庸国的欧洲大陆政治体系的中心，而且，仅仅是在一个人的统治之下，他拥有至高无上的权力——拿破仑。

### 帝国的开端（1804年）
1804年5月25日，拿破仑签署了一项政令，在永河畔拉罗什市建立了旺代省政府，这也是基于一项宏大的城市规划项目。这项法案旨在消除旺代省的不稳定。
7月15日，第一次颁发法國榮譽軍團勳章。

#### 1804年12月2日加冕礼

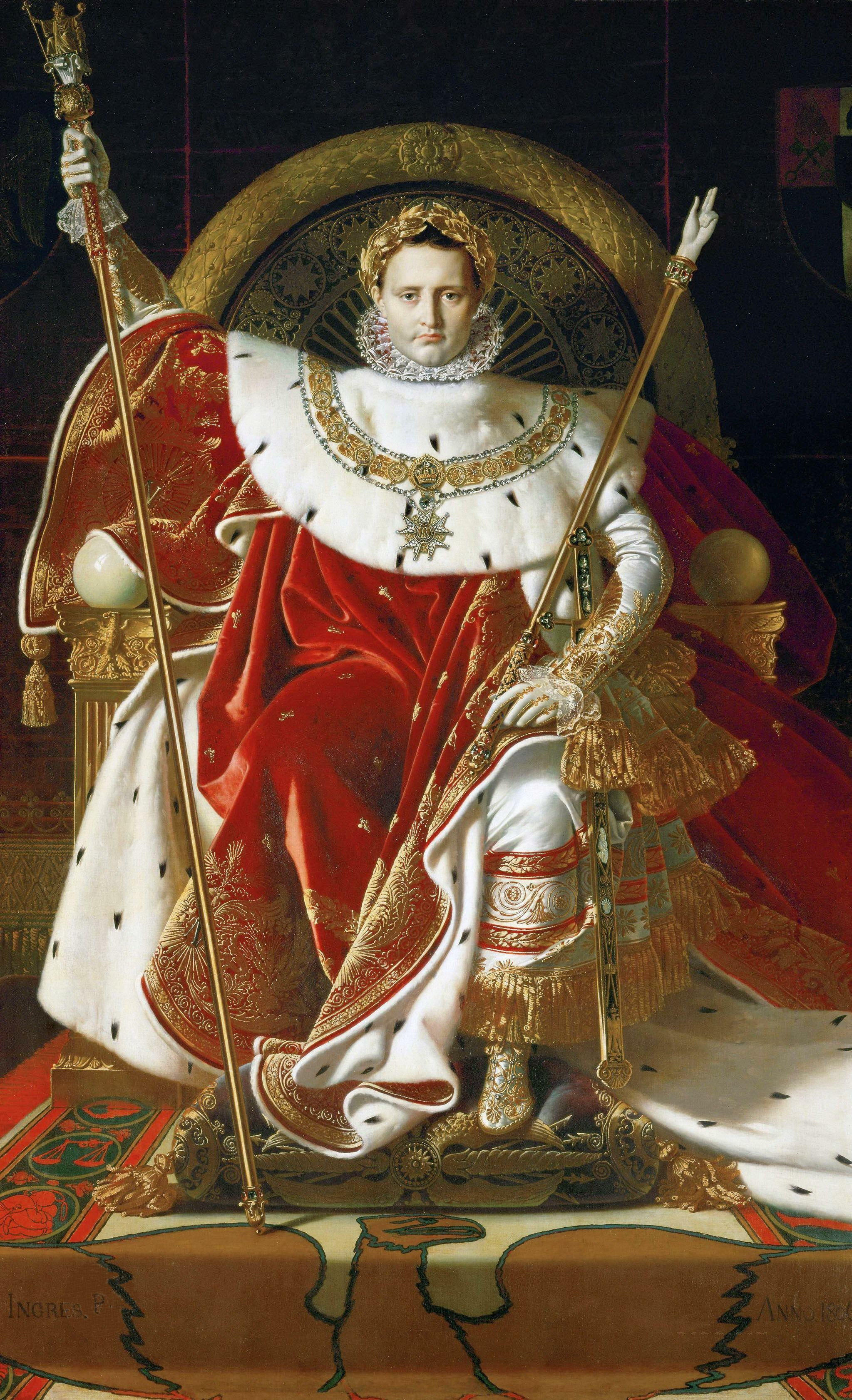
《帝国宝座上的拿破仑》，作者：让·奥古斯特·多米尼克·安格尔（1806年），巴黎军事博物馆

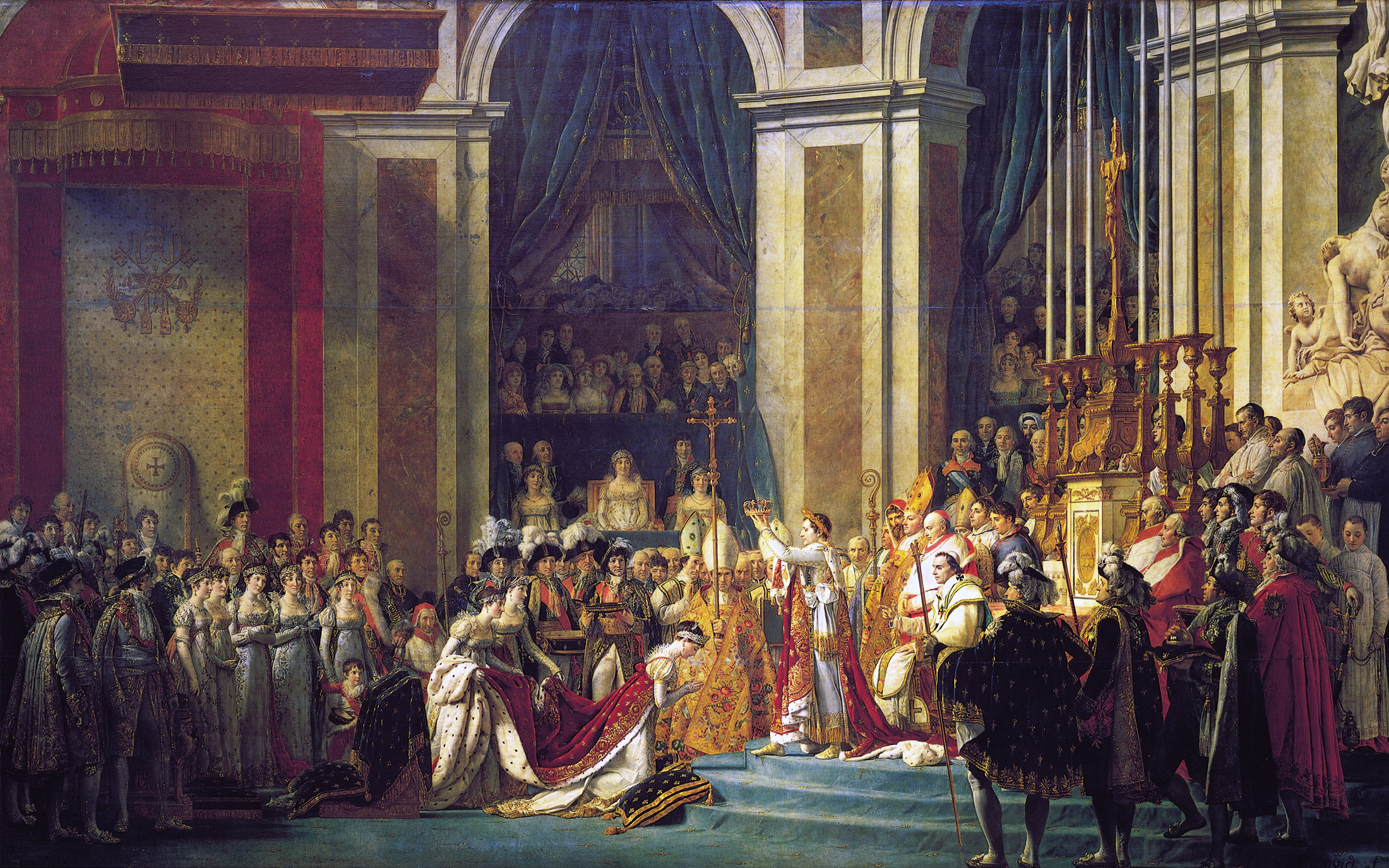
1804年12月2日 : 《拿破仑的加冕礼》，作者：达维特（1807年）；达维特以他当时的速写为依据，用这张画重现了拿破仑从教宗庇护七世手中拿过皇冠戴到约瑟芬皇后头上的时刻。

拿破仑一世在巴黎聖母院由教宗庇护七世加冕为皇帝。拿破仑实际上是经过教宗祝圣加冕的，因为加冕礼在于敷圣油，而教宗也的确这么做了，像为其他的统治者一样为拿破仑在身体上传统的地方敷了圣油。因此，拿破仑自己将皇冠戴到头上与加冕无关，因为皇冠只是一件象征皇权的物品，跟十字圣球、佩剑没什么区别。
拿破仑不是一位对宗教有热情的教徒，他没有在加冕礼的弥撒上领圣体。或许还记得查理大帝的加冕礼，就像很久以前那样，拿破仑自己将皇冠戴到了头上。随后，他给妻子约瑟芬戴上了皇冠。于是，约瑟芬成为皇后。这一场景被画家雅克-路易·达维特那张著名的油画《拿破仑的加冕礼》记录下来。
帝国的加冕礼上充满了各种符号。从共和国过渡到帝国，这需要创立帝国的纹章，以及一些新的象征性的符号，为的是建立一种前所未有的传统。拿破仑把自己看作是实现统一的人，他决定将代表着以前的法国的那些符号，以及代表着现在这个欧洲强权的符号都给结合起来。
蜜蜂被认为是映照了墨洛溫王朝，它在纹章和帝国披风上的布局让人想起卡佩王朝的百合花。正义之手被使用在卡佩王朝的加冕仪式上，这一次，它用来表明帝国继承了卡佩王朝的权力。在墨洛溫王朝、加洛林王朝、卡佩王朝之后，拿破仑希望证明自己是“法蘭克王國第四王朝”——波拿巴王朝——的开创者。加冕礼上使用的其他符号都带有精神层面的寓意。因此，拿破仑用手握了一下查理大帝的十字圣球，并且戴了查理大帝的皇冠。他的佩剑和权杖据说也“出自于查理大帝”：事实上，它们在已經更名為法蘭西王國瓦盧瓦王朝和波旁王朝的加冕仪式中其實也使用了几个世纪。
纹章上还放了鹰的图案，这是参照了罗马军团的鹰，同时，鹰也是查理大帝的符号。帝国披风的红色直接参照了罗马帝国的紫色。这样，拿破仑把自己打扮成了羅馬帝國和查理大帝的继承者。
拿破仑一世在加冕仪式上的宣誓：
“我宣誓维护共和国领土的完整；遵守并确保教会协议和信仰自由；遵守并确保权利平等，政治自由和公民自由，维持已售教会财产的现状；不提高任何税赋，仅依照法律增加税种；维护荣誉军团；将法国人民的利益、幸福和荣誉视为管理法国的唯一准则。”
在人民的眼中，拿破仑成为这样一位國家元首：他代表了一个民族和一位君主所达成的政治共识，而且，这位君主是“被上帝的恩典”所拣选和庇护的。然而，在国外，他被视为革命的继承者，本质上是反对君主制的。这种模糊显然成为新政权的弱点。

### 帝国的扩张（1805年-1812年）

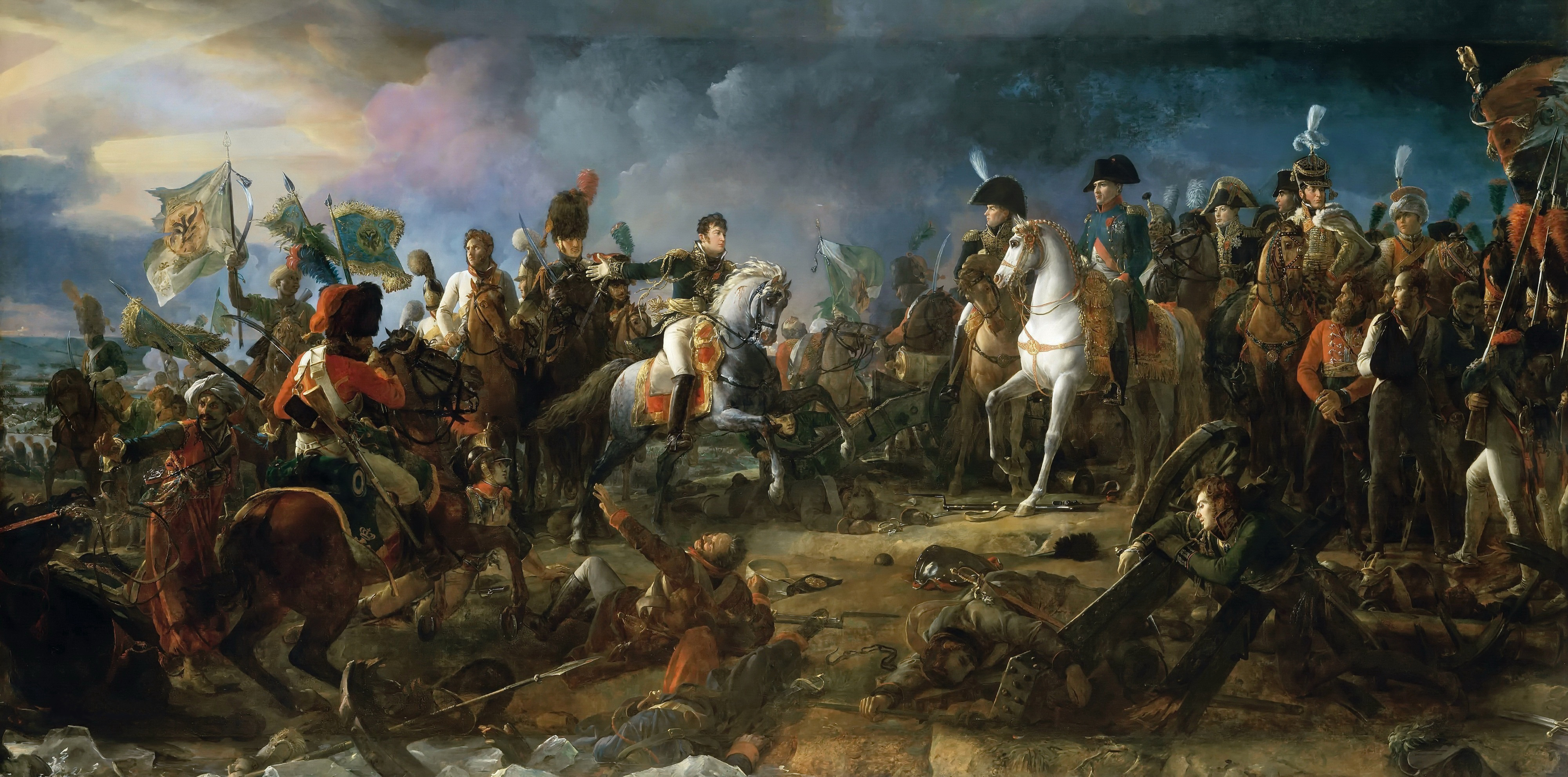
1805年12月2日，《奧斯特利茨戰役》，作者：弗朗索瓦·热拉尔德（1810年），凡尔赛宫。

拿破仑·波拿巴是通过军事上的胜利和联盟使帝国成为欧洲强权的。帝国涵盖了几乎整个欧洲大陆。受到英国军事上和财政上的支持，欧洲的君主们组织了一次又一次反法同盟，但都被拿破仑所粉碎。
1805年，受到英国的支持，俄罗斯帝国和奧地利帝國组成了第三次反法同盟。面对第三次反法同盟，拿破仑开始了第一次奥地利战争。拿破仑的七个军穿过奥地利，越过莱茵河，迎战了德国。拿破仑皇帝把他的敌人卡尔·马克包围在乌尔姆。10月19日，马克投降。对拿破仑来说，这是一次辉煌的胜利，然而，他还要面对库图佐夫的俄罗斯军队和其他的奥地利军队。
得知乌尔姆失利的消息，奥地利大公卡尔被迫退回維也納。拿破仑的大军团进入摩拉维亚，但这并不能阻止库图佐夫的军队同亚历山大一世的军队和弗朗茨一世的军队在奧斯特利茨汇合。
为了取得胜利，拿破仑一世打算让他的敌人误以为自己的军队实力太差，好让他们发起一场鲁莽的进攻。于是， 他使了大量的诡计（稍一接触就马上撤退，请求另外两位皇帝接受自己谈判的请求，......）。就这样，敌人以为拿破仑只有4万人。库图佐夫没有上当，可是，那些年轻的将军们想在他们的皇帝面前表现一下，结果冲进了拿破仑的陷阱。
1805年12月2日，在奧斯特利茨戰役中，尽管处于兵力数量上的劣势，拿破仑一世和他的7万3千名士兵使奥俄联军遭受了一场屈辱的败仗。他的战术被认为是成功的军事杰作。
12月26日，奥地利签署了普雷斯堡和约。这样，法国可以随心所欲地重组德意志：拿破仑一世建立了萊茵邦聯，这就事实上解散了神圣罗马帝国。最后，奥地利需要支付四千万盾赔款，这是它国民收入的七分之一。
普魯士不接受法国的霸权通过莱茵邦联延伸到自己的固有边界。在俄罗斯和英国的推动下，1806年8月9日，腓特烈·威廉三世发布动员令，准备对法国开战。
1806年10月，普鲁士、英国、俄罗斯帝国、萨克森选侯国和瑞典组成了第四次反法同盟。
于是拿破仑不得不准备一场新的战争。他把自己的军队集中在莱茵河上，9月25日，他向萨克森发起了进攻，兵力大约16万人（出发时的兵力，战斗期间有所增加）。第一次交战发生在萨尔费尔德战役，在这场战役中，普鲁士的路易·费迪南亲王阵亡。
法国军队的进展十分迅速，这让他们有能力消灭普鲁士的25万军队。事实也的确如此，拿破仑和达武元帅在1806年10月14日的耶拿战役和奥埃尔斯特战役中击溃了普鲁士的军队。在这一天中，普鲁士军队损失了大约4万3千人和全部的炮兵。这些失败使普鲁士人陷入混乱。于是我们看到，10月29日，500名法国轻骑兵在拉薩爾将军的指挥下，独自占领了坚固的什切青，没有遇到什么抵抗。普鲁士军队不复存在。
10月27日，拿破仑在队伍前列带领他的“大军团”进入柏林。从向普魯士发起进攻，到进入柏林，拿破仑总共只用了十九天。
1806年11月21日，拿破仑一世下令对英国进行大陆封锁。
在战胜了普鲁士人之后，拿破仑决定在俄罗斯军队到来之前入侵普鲁士所占领的波兰。
最近一次瓜分波蘭发生在11年前，这时，在所有的城市，在所有的战役中，拿破仑的士兵作为解放者受到了欢迎。尤其是他们中间还有以前的东布罗夫斯基意大利波兰军团士兵。波兰各省对普鲁士和俄罗斯占领者的起义为拿破仑提供了3万人。
在华沙前，俄罗斯人退缩了，他们拒绝开战。缪拉占领了波兰首都的外围普拉格。12月19日，拿破仑抵达华沙。拿破仑不可避免要在波兰过冬，于是，他在华沙度过了1807年的整个1月。在这里他遇到了玛丽·瓦莱夫斯卡。实际上，法国军队需要休整，他们没法马上迎战俄罗斯军队。于是，法军合拢到维斯瓦河的冬季宿营地等待国内的增援。幸运的是，在波兰人的记忆中，从来没有过这么温暖的冬天。对法国人来说，在这个季节里，这里的温度要比巴黎温和。
1807年1月底，俄罗斯将军本尼格森发起进攻，这使得拿破仑不得不在2月8日投入了那场激烈的、举棋不定的埃劳战役。尽管双方都损失惨重，但俄罗斯主动后撤。
法国军队于是反攻。6月10日，在海尔斯堡战役中，缪拉的骑兵以一场不可思议的冲锋迫使本尼格森的军队再次后撤。法国人主动追击，终于在6月14日的弗里德蘭戰役中取得了一场决定性的胜利。对这场战役的构想，从兵力的运用到战场形势的判断，都可以与奧斯特利茨戰役相媲美，堪称典范。毫无疑问，弗里德蘭戰役标志着法国军队取得了胜利。
7月7日，两国元首在提爾西特签署了以所在城市命名的《提爾西特條約》。俄罗斯成为法兰西帝国的盟国，割让科托爾和伊奧尼亞群島的地中海领土，并且加入对英国的大陆封锁。对普魯士王國来说，这是一场灾难：它割让易北河以西的领土，用于建立威斯特法伦王国，拿破仑皇帝的弟弟热罗姆将成为这个新国家的国王。它必须割让在波兰占领的土地，用来建立華沙公國，而且，必须支付巨额的战争赔款。拿破仑皇帝从没有获得如此大的权力。
从1807年底开始，法国对伊比利亚半岛事务的介入（入侵葡萄牙迫使其实施大陆封锁，干涉西班牙王朝的危机）引发了西班牙战争。这是一场持续了六年多的冲突，并将严重地削弱法兰西帝国。
法国和西班牙之间的《枫丹白露条约》（1807）允许法国在伊比利亚半岛进行干预以控制葡萄牙：1807年11月27日，葡萄牙国王若昂六世和他的朝臣在英国舰队的帮助下流亡巴西。几个月后，前往葡萄牙的法国军队正控制着许多西班牙城市，就在1808年5月2日马德里起义之后，拿破仑在巴约讷使卡洛斯四世退位，并且，卡洛斯四世放弃了他儿子费尔南多七世以及费尔南多七世的兄弟们的王位继承权。《巴约讷条约》（1808）允许拿破仑将他的哥哥约瑟夫·波拿巴扶上西班牙王位。然而，对这个国家的控制却十分困难。一方面是由于西班牙人民的起义，尤其是游击战；另一方面是由于英国的干涉，它驱逐葡萄牙的法国军队（1808年8月30日的《辛特拉協定》）。法国军队再也没有能够征服葡萄牙。
1809年，法国和奥地利再次发生冲突。法国在瓦格兰战役中战胜了第五次反法同盟，并且迫使哈布斯堡王朝签订了申布倫條約。

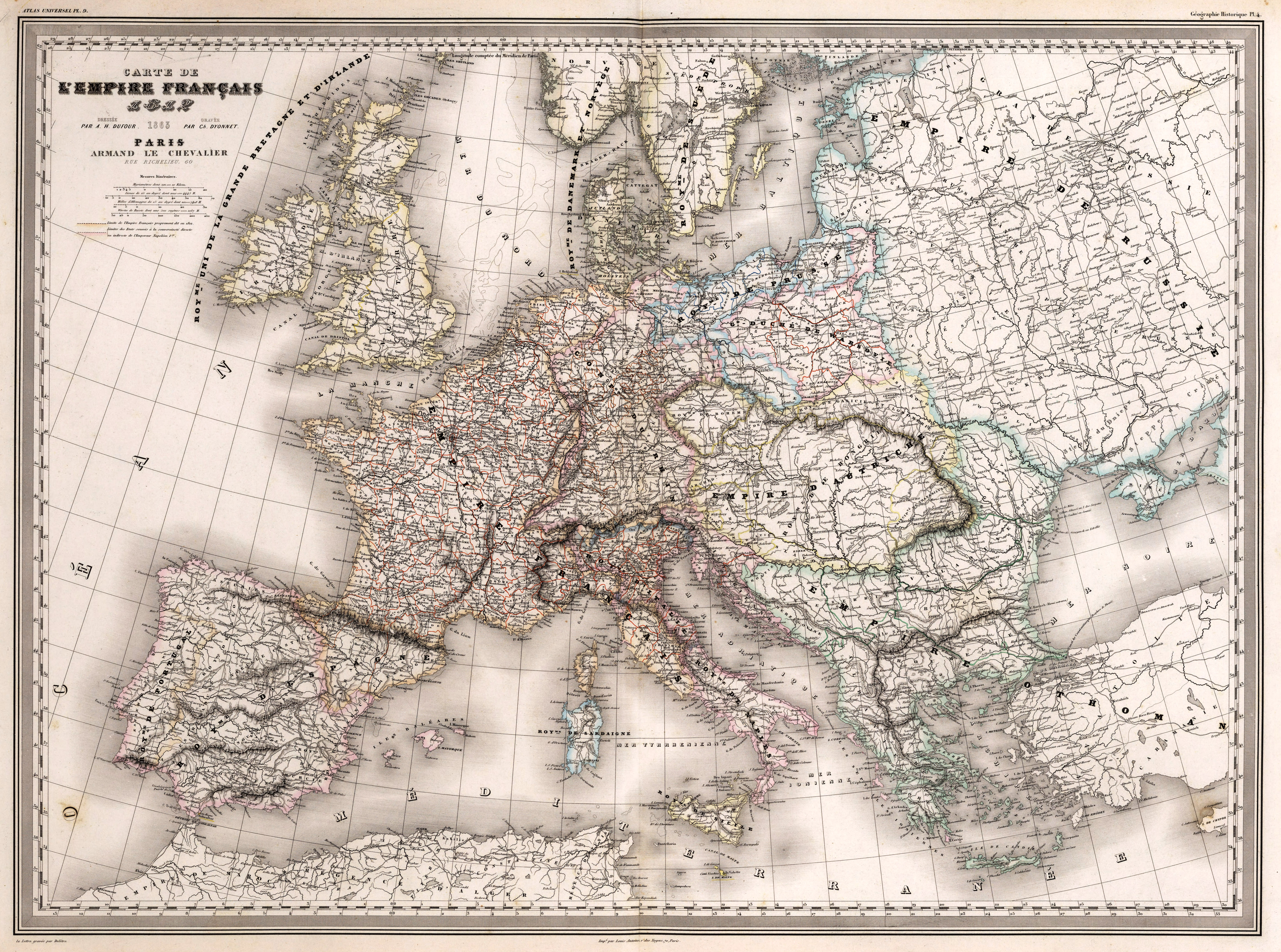
《1812年法兰西帝国地图，下辖133个省，包括西班牙王国（1808年至1813年），葡萄牙王國，意大利王国（1805年至1814年），那不勒斯王国（1806年至1815年），莱茵邦联和伊利里亚和達爾馬提亞》。

### 帝国的巅峰（1812年）

1812年法国行政划分

1812年，在其巅峰时期，法兰西帝国包含130个省，超过4千4百万国民。在盟国的协助下，它有能力动用60万军队对抗俄罗斯。它在德意志、意大利、西班牙和華沙公國维持广泛的军事存在。普魯士和奧地利是它的盟国。另外，伊利里亚行省直接受帝国的管辖，虽然并没有获得传统意义上省的地位（1811年废弃了殖民地设省计划），同时，加泰罗尼亚在1812年1月脱离西班牙王国，直接被拿破仑皇帝的权力所统治。

### 帝国的衰亡（1812年-1815年）
1808年2月，缪拉接管了驻扎在西班牙的法国军队，以支援对葡萄牙的入侵。马德里人民十分关切被拿破仑召唤到巴约讷的西班牙王室，5月2日，他们对法国军队奋起反抗（Dos de mayo：五月二日起义，西班牙语）。于是，在5月2日到3日的那天夜里，缪拉进行了一次残酷的镇压。从1809年到1810年，西班牙游击队的斗争是犹豫不定的。从1811年到1812年，法国在西班牙的失败倍增，同时，大陆封锁政策和《提爾西特条约》增加了法兰西帝国和俄罗斯帝国的经济敌对，两国之间的外交紧张局势进一步升级。
1812年6月24日，法国和俄罗斯之间日益紧张的局势导致拿破仑和他的“大军团”入侵俄罗斯领土，这支“大军团”由二十个国家民族的士兵所组成。俄法战争对法兰西帝国来说是灾难性的。俄罗斯人使用了焦土政策，他们毁坏自己的粮食和家园，以防止敌方士兵获得食物或居所。“大军团”几乎全军覆没（出发的时候是60万人，回来的时候只剩下大约3万士兵还能战斗），而此时，以前的盟友普鲁士和奥地利，分别在1813年2月和8月重新成为敌人。
1813年，跟第六次反法同盟的战争导致帝国军队被驱逐出德意志（10月19日的莱比锡战役），只剩下几个据点。1814年，从1月到3月间，爆发了“法国战争”，反法同盟入侵了法国。拿破仑在1814年4月6日退位，随后，奥地利人、普鲁士人和俄罗斯人占领了法国。
1815年3月20日到6月22日的百日王朝是拿破仑最后的回归，它以法国军队在滑铁卢的溃败（6月18日）而告终。

## 评价
至少在开始的时候，法兰西帝国把自己表现为执政府和共和国的继承者。军队的胜利向被占领的国家传播了革命的经验。法国军队所到之处，封建领主们的司法权和薪俸都被废除。除了波兰，贵族阶层的特权都被消灭。拿破仑法典被引入到许多国家，尤其是荷兰、德意志和意大利，使每一个人在法律面前一律平等。它建立了陪审团制度并使离婚合法化。
法兰西帝国也是新贵族的熔炉。拿破仑借着重新划分欧洲版图的机会，让他的家庭和亲戚得到了欧洲许多国家的王位，还仿效旧制度给他的主要合作者们授予了贵族头衔。

## 大事年表
- 1804年5月18日：宣布拿破仑·波拿巴为“法国人的皇帝”
- 1804年5月24日：确立永河畔拉罗什的扩建计划
- 1804年7月15日：第一次颁发法國榮譽軍團勳章。
- 1804年12月2日：教宗庇护七世为拿破仑加冕
- 1805年12月2日：奧斯特利茨戰役
- 1806年10月14日：耶拿战役和奥埃尔斯特战役
- 1806年12月21日：确立“大陆封锁”政策
- 1807年2月8日：埃劳战役
- 1807年6月14日：弗里德蘭戰役
- 1807年7月7日：同俄罗斯签署《提爾西特條約》，归于和平
- 1808年5月2日：西班牙战争开始
- 1809年12月15日：拿破仑一世和约瑟芬·德·博阿尔内离婚
- 1810年4月2日：拿破仑和奥地利的瑪麗·路易莎结婚
- 1811年3月20日：皇位继承人拿破仑二世出生
- 1812年6月24日至12月30日：俄法战争
- 1813年10月16日至10月19日：莱比锡战役
- 1814年1月至3月：法国战争（包括兰斯战役）；奥地利、普鲁士和俄罗斯占领法国
- 1814年4月6日：拿破仑第一次退位
- 1814年5月30日：第一次巴黎和约
- 1815年3月20日至6月22日：百日王朝
- 1815年6月18日：滑铁卢战役
- 1815年6月22日：拿破仑第二次退位
- 1815年12月20日：第二次巴黎和约

## 政治

### 政府
在法兰西帝国时期，每一个部長直接为拿破仑一世工作：所有的权力都在他手中。他们被简化为没有主动性、仅仅负责执行的代理人。他们的工作在于监督法律的实施。
为了协助部长，还要成立由最高行政法院成员所领导的部门——总局，不过，总局是有大量工作的，它几乎是独立于部长的。于是，1804年成立了邮政总局，1805年成立了林业总局，1806年成立了军事查核和征兵总局，1808年成立了军粮总局，1810年成立了矿业总局，再加上執政府时期成立的总局。

### 地方

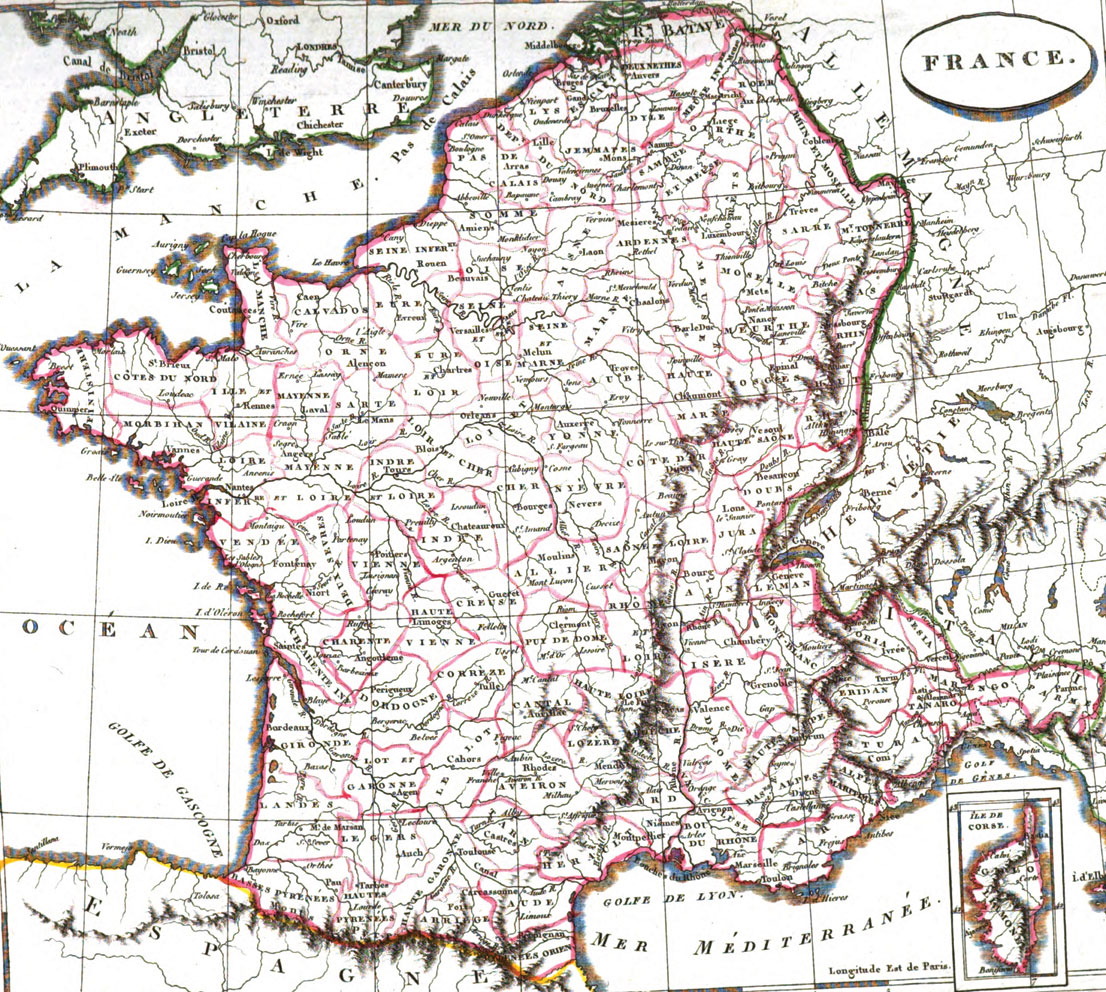
1804年法国

1804年5月18日拿破仑·波拿巴称帝的时候，法国拥有106个省。它不仅包括旧制度下的行省所划的八十三个省和教宗国原来在法国的飞地维奈桑伯爵领地，还有法国大革命战争所占领的比利时和卢森堡分成的九个省，莱茵河左岸分成的四个省，合并萨伏依公国、尼斯郡和日内瓦共和国后分成的三个省，原属于撒丁王国的皮埃蒙特分成的六个省。
地方机构建立于一个新的原则之上：治理是一个人的事，大家进行协商。从此以后，所有的权力代理人都归拿破仑任命，同时，建立了金字塔式的结构：省，区，镇。在省的最高层，省长进行领导，在省议会讨论的协助下，省长做出最终的决定。至于区：区长听命于省长和区议会。区长把省长的命令传达给镇长和镇议会。地方政府完全掌握在省长手中，他们由拿破仑任命和罢免，后来在圣赫勒拿岛的时候，拿破仑把他们称为“小脚皇帝”。所有一切都建立在省长之上，他的优劣是根据那个省民众的看法、道路状况和征兵率来判断的。

### 伊利里亚行省
伊利里亚行省是根据1809年10月14日合并几处领土的法令而设立的，这几处领土成分复杂：包括1806年占领的達爾馬提亞，大部分克罗地亚，卡尼奧拉，西克恩顿和一部分提洛。这次吞并的目的在于削弱奧地利，阻止英国进入的里雅斯特，从而向英国商人关闭整个亚得里亚海东岸，并且拥有一个反对沙皇的斯拉夫政府。
这一地区被划分为十个行省，后来，1811年被划分为七个行省。每个省被一位行政长官管理，行政长官拥有跟省长一样的权力。这些行省同样被划分为地区，地区的领导人相当于区长。伊利里亚行省的最高领导人是总督，还有一位总财政官协助总督工作。
政府在这里实施了法国大革命的经验，但是大部分都没有被民众所接受。赋税面前的平等令民众难以接受，因为他们习惯了奥地利统治下的例外纳税。1811年4月15日实施了徵兵制。征兵在克罗地亚引起了骚乱。他们逃往奥地利或者克瓦內爾灣的岛上。为了躲避随后的征兵，岛上的居民和他们的家庭又再次逃跑。宗教也造成了紧张的局势，而且又被当地神职人员进一步加剧，因为他们不支持废除什一税。
尽管法兰西化被特别地引入到教育中，当局尊重并且学习当地语言。当局特别希望用教育来同化人民。根据1810年7月4日的决议，每一个社区必须有一所男子小学，每一个县必须有一所女子小学。当局准备建立几所纯法语高中，但是计划中的七所只建好了两所（在莱巴赫和杜布羅夫尼克）。一所高等学校建立在莱巴赫。大量的伊利里亚人被送往法国的大学校。

## 制度成果
1801年，拿破仑和教宗庇護七世签署了《1801年教务专约》。1804年3月21日，颁布了《法国民法典》。1806年，成立了劳工法院。1808年，拿破仑成立了公立大学。

### 法律
- 拿破仑法典 (法国民法典).
- 劳工法院
- 法国民事诉讼法典
- 翻案法院
- 法国商法典
- 法国刑法典

### 大型建设

拿破仑一世下令建设凯旋门以表彰“大军团”。

- 公路建设：仙尼斯峰山口公路，辛普朗山口公路，蒙特热内夫尔山口公路，继续十八世纪开始的公路建设；
- 港口建设：安特卫普，敦刻尔克，瑟堡；
- 水路建设：烏爾克運河，从南特到布雷斯特的运河；
- 凯旋门和卡鲁索凯旋门；
- 巴黎的艺术桥，耶拿桥和奧斯特利茨橋，波尔多的皮埃尔桥；
- 布隆尼亚宫和旺多姆圆柱；
- 建立新城市永河畔拉罗什；
- 巴黎的奥赛码头，里昂的白莱果广场，蓬提维（拿破仑城）；
- 宗教艺术：马德莱娜教堂（巴黎），新马孔聖文生（圣拿破仑）大教堂，永河畔拉罗什圣路易教堂（第一帝国时期决定，波旁复辟时期建设），三个都是新古典主义建筑；
- 公墓，巴黎停尸房，维莱特屠宰场。